# 鴨大神御子神主玉神社
鴨大神御子神主玉神社（かもおおかみみこかみぬしたまじんじゃ）は、茨城県桜川市加茂部の桜川沿いに鎮座する、主玉神を祭神とする神社。常陸国新治郡の式内小社『鴨大神御子神主神社』に比定される。旧社格は郷社。
| 摂社 日枝神社 |  | 摂社 鹿嶋神社 |
| 摂社 日枝神社 |  | 摂社 鹿嶋神社 |

| 末社 春日神社 |  | 末社 琴比羅社 |  | 末社 八幡神社 |
| 末社 春日神社 |  | 末社 琴比羅社 |  | 末社 八幡神社 |

## 祭神
- 別雷神（わけいかづちのかみ）
- 大田々根子神（おおたたねこのかみ）
- 主玉神（ぬしたまのかみ）[2]

明治神社誌料では、大田々根子命と別雷神の二柱を祭神としている。
茨城県神社写真帳では、主祭神を鴨大神御子神主玉神、配神を大田々根子命と別雷命としている。

### 境内社

#### 摂社
- 日枝神社 -（主祭神）大山咋命
- 鹿島神社 -（主祭神）武甕槌命

#### 末社
- 大杉神社
- 八幡神社
- 琴比羅神社（金比羅神社）
- 天満宮（天満大神）
- 白山神社
- 春日神社
- 稲荷神社[2]

明治神社誌料では、日枝神社、鹿島神社、稲荷神社、春日神社、天満宮、白山神社、八幡神社、琴比羅神社の8社が記載されている。

### 祭事
- 御自覚祭（おめざめさい）（1月1日）
- 建国記念祭（2月11日）
- 祇園祭（7月24日 - 26日）
- 例大祭（11月14日・15日）
- 新嘗祭（11月23日）
- 冬至祭（12月22日頃）
- 御寝祭（おやすみさい）および初開扉（12月31日）[3]

1985年（昭和60年）頃までは1月16日まで初開扉を行わず、1月17日に御自覚祭を行っていた。
古くは1月17日、4月中酉日、7月28日、9月19日、10月10日に祭礼を行い、11月19日に例祭を行っていた（特選神名牒、新編常陸国誌、明治神社誌料）。

## 由緒
別名として延喜式神名帳の社号である「鴨大神御子神主神社」、通称として「鴨神社」があるほか、下記の古称がある。
- 「鴨部宮」（所蔵文書）
- 「賀茂大明神」（常陸二十八考）
- 「鴨御子神社」（大日本地名辞書、新選名勝地誌）
- 「羽黒社」（新選名勝地誌）

社地は丘陵にあり、これを鴨山と称する。
古くは上社、中社、下社の三社一体の社で、それぞれに別雷神、皇子尊、皇祖尊を祀っていたという。この伝承は、明治期の地誌、神社誌料、明治神社誌料をはじめとする戦前の神社明細帳に基づく資料、神社（本務社）が頒布する由緒書き等の文献には見られない。

### 創建
社伝では、神武天皇8年（紀元前652年） 、京都の下賀茂神社の分霊を奉斎したとしている。
明治神社誌料は、「創立年代詳ならず」としている。
常山総水（観光地誌）は、「大同年間（806-810年）の建立にして京都加茂神宮の分霊を奉祀せり」としている。

### 六国史の記述
『日本文徳天皇実録』に嘉祥3年（850年）、「鴨大神御子神主玉神」が官社に預ったとあり、同じく嘉祥4年（仁寿元年）正月（851年）、天下諸神に有位無位を問わず正六位上を叙するとあり、『日本三代実録』に貞観3年9月23日（861年）、「従五位下主玉神」が従五位上に昇叙したという諸記録がある。
延長5年（927年）成立の『延喜式神名帳』では、常陸国新治郡三座の一社（小社）「鴨大神御子神主神社」として記載されている。
『文徳実録』の「鴨大神御子神主玉神」、『三代実録』の「主玉神」、『延喜式神名帳』の「鴨大神御子神主神社」の神名または社号には、相反する異同がある。『文徳実録』が正しいならば、『三代実録』の神名は省略されており、『延喜式神名帳』の社号には玉の字の脱落がある。『三代実録』と『延喜式神名帳』がともに正しく、それぞれ異なる神であるとするならば、『文徳実録』には二神の混同という重大な誤謬がある。この点については、古くから考察の対象になっている。
- 『文徳実録』に誤謬があるとする説
  - 『常陸誌料郡郷考（常陸国郡郷考）』は、「鴨大神御子神主神社」で見出しを立て、「按実録、誤あり」と文徳実録に誤謬があるとしている。また、「主石神社」の項では、「按両実録主玉とあるは神名帳の誤にや且文徳の原文は詔鴨大神御子神主玉神とありて二社同時に官社たるを記せり崇神紀に拠は神主主玉となるへきに似たり」とし、延喜式神名帳と文徳実録にはともに誤謬があるとしている。すなわち、延喜式神名帳は「主玉神社」と記すべきところを「主石神社」と記し、文徳実録は「鴨大神御子神主神」「主玉神」の二座が官社に列したと記すべきところを「鴨大神御子神主玉神」の一座が官社に列したと記したのではないかとしている。この根拠としては、祭神の考察にも関わる日本書紀の崇神天皇紀（崇神紀）の記述を挙げている。
  - 『大日本地名辞書』は、郡郷考の説を受け、「正しく此主石神なるが、石をば神体とせるによりて、主玉とも呼ばれしならん」とし、主石神社が正しい社号であるが、主玉神という美称もまた存在したのではないかとしている。
  - 茨城県神社写真帳の主石神社の由緒には、主玉神に関する言及はない。ただし、現在の主石神社は、境内案内板において文徳実録及び三代実録の記述を同社のものとしている。一方、その創祀の伝承では古くから「主石大明神」と尊称されたとしており、地名辞書が指摘するような主玉神の美称の存在はうかがえない。
  - 茨城県神社写真帳の大国玉神社の由緒には、文徳実録及び三代実録に関する言及がある。ただし、大国玉神と主玉神を同一視する記述は、他の神社誌料、地誌等には見られない。なお、「大國玉神」は続日本後紀に承和12年（845年）、無位から従五位下に昇叙したとあり、続いて嘉祥4年（仁寿元年）（851年）の天下諸神の進階で少なくとも従五位上には昇叙しているので、三代実録にいう貞観3年9月23日（861年）の「従五位下主玉神」と同一神とは考えにくい。
- 『文徳実録』に誤謬がないとする説
  - 『新編常陸国誌』、『特選神名牒』、『神祇志料』、『神社覈録』などの諸文献は、『文徳実録』の「鴨大神御子神主玉神」および『三代実録』の「主玉神」が正しい神名であることは疑いないとし、『延喜式神名帳』の社号には脱字があるとしている。『神社覈録』は見出しにおいて「鴨大神御子神主玉神社」と玉の字を補填している。
  - 『明治神社誌料』は、「鴨大神御子神主神社」で見出しを立てつつ、『文徳実録』および『三代実録』の記述を当社の由緒として記載している。ただし、祭神には主玉神の神名を記載していない。

現在、『三代実録』の「主玉神」の比定社としては、鴨大神御子神主玉神社、主石神社（鉾田市大和田）、大国玉神社（桜川市大国玉）が論社となっている。

### 祭神について
現在は別雷命、大田々根子命、主玉神の三座を祭神とするが、歴史的には諸説ある。
- 賀茂大明神
  - 『常陸二十八社考』は、「相伝此社、祭賀茂大明神」とし、賀茂大明神を祀るとする社伝を記載している。
  - 『水府志料』に、「水戸の神應寺もこの社をうつせしなり云々」とあり、神應寺およびその鎮守社であった別雷皇大神（水戸市元山町）の本宮とする伝承が記されている。ただし、神應寺の縁起[6]および別雷皇大神の社伝[7]とは相反する。
- 大田々根子命
  - 『神社覈録』は、「鎮座に、在中郡庄鴨毛辺村、今賀茂村也、所祭大田々根子命と云り」とし、大田々根子命を祀るとする社伝を記載している。
  - 『常陸二十八社考』は、賀茂大明神を祀るとする社伝を踏まえつつ、崇神紀の記事から、「御子神主」が大田々根子命であることは疑うべきでないとしている。崇神紀に、大物主大神の神託に基づき、大物主大神と活玉依毘賣の子と称する大田々根子命（意富多多泥古命）を大神神社（意富美和之大神）を神主としたところ、疫病が止んだという記事がある。また、古事記に大田々根子命は神君（みわのきみ）、鴨君（かものきみ）の祖と記されている。
  - 『郡郷考』は、『常陸二十八考』に補足して「近地に太田村あるは此社の由にや太田は新編鎌倉志明徳2年（1391年）足利基氏の文書に見ゆ今犬田に改む」とし、「太田々根子命」の「太田」が加茂部村の西方にある太田村（現在の桜川市犬田）に転じたのではないかとしている。
- 大田々根子命、別雷命
  - 『特選神名牒』は、「社伝に祭神大田田根子命別雷命と云る」とし、大田々根子命と別雷命の二柱を祀るとする社伝を記載している。
- 主玉神
  - 『新編常陸国誌』は、『常陸二十八社考』の説を「大田々根子は、大物主神の神主にこそあれ、鴨神の神主にあらざる也」と批判的に紹介している。「鴨神」としては「神名式に大和国葛上郡鴨都波八重事代主命神社三座とある事代主神か、又山城国愛宕郡賀茂別雷神社とある別雷神か、又賀茂御祖神社二座とある一座の鴨建角身命にもあるべきか、孰（いず）れとも決めがたし」としつつも、その解釈にかかわらず、「三代実録に、正しく主玉神とあれば、主玉神に坐すこと疑ふべきふしあることなし」としている。
  - 『神祇志料』（著者は『新編常陸国誌』の補筆者）は、「蓋鴨大神の御子神に坐す、主玉神を祀る」とし、社号は「鴨大神の御子神である主玉神」の意であろうとしている。
  - 『神社覈録』は、社号に玉の字を補填して「鴨大神御子神主玉神社」とした上で、「祭神明か也」としている。
  - 『特選神名牒』は、「社伝に祭神大田田根子命別雷命と云るは崇神紀の大田田根子命を神主として美和大神を祭らしむとあるに拠れるものとみゆれど鴨大神は美和大神にあらざるを如何にせむ又別雷命と云は鴨大神御子とあるに依れるなれど此も社選なり故今とらず」として社伝を退け、祭神は主玉神一座としている。

崇神紀では、大田々根子命は、大物主大神と活玉依毘売命の御子であるが、鴨大神には連なっていない。新編常陸国誌以下はこの点を批判し、文徳実録及び三代実録に記載された神名に素直に従うべきとしている。他の系譜では、先代旧事本紀では、大田々禰古命は、大己貴神の御子である都味歯八重事代主神と、活玉依姫命の孫神である。山城国風土記逸文では、玉依比売命（鴨玉依姫、賀茂氏のタマヨリビメ）は賀茂別雷命の親神であるが、大田々根子命は登場しない。なお、これらタマヨリビメは同名の異なる女神、女性である。
『文徳実録』の「鴨大神御子神主玉神」、三代実録の「主玉神」、延喜式神名帳の「鴨大神御子神主神社」は、いずれも一座の神としての記載方法である。これは文徳実録の記述を「鴨大神御子神主神」の誤記とみなした場合も同様である。よって、少なくとも延喜式神名帳の時代においては、官社に列し、神階を受けた神は一座であったと考えられる。
近世においては「賀茂大明神」の社とされていた。江戸末期において、『常陸二十八考』の説にいう「御子神主」としての解釈が伝播し、大田々根子命一座、又は別雷命と合わせて二座を祀る社としての社伝が固まったと考えられる。ただし、賀茂大明神の社として大田々根子命を祀っていて、それに対して『常陸二十八考』が理論的な考察を試みた（一部は解決し切れなかった）という可能性もあり得る。明治末期の明治神社誌料では、この時点の社伝に基づき、大田々根子命と別雷命の二柱が祭神となっている。
昭和期の『茨城県神社写真帳』では、社名は「鴨大神御子神主玉神社」となり、主祭神に「鴨大神御子神主玉神」が加わり、既存の二柱は配神になっている。『明治神社誌料』と『茨城県神社写真帳』はともに『神社明細帳』を出所と明記しているため、この二書の発刊年の間に、正式に「鴨大神御子神主神社」から「鴨大神御子神主玉神社」への転換があったと考えられる。ただし、いずれの転換においても、その時点で祀られていた祭神が外されることはなかった。

### 中世以前
和銅4年（711年）、初めて賀茂祭を執行。
寛平9年（897年）、初めて臨時祭を修めた。その後も幾度か勅使があった。
永承5年（1050年）、初めて神官を置いた。
康平5年（1062年）、源頼義が勅命を奉じて安倍貞任討伐に常陸国を訪れた際に、戦勝を祈願した。
康平6年6月（1063年）、源頼義が戦勝祈願の報賽として社殿を修繕した。この報賽の年月については、『明治神社誌料』は康平6年8月（1063年）、郡郷考は治暦4年乙巳8月（1068年）、『新編常陸国誌』は治暦4年8月（1068年）とし、さらに同書は社記上梁文曰く、加茂一村を神供料に充てたと付記している。
元久元年（1204年）、「鳥羽院白河後白河御起請之旨」により「中郡庄鴨部宮」として大嘗会米（段銭）、役夫、万雑公事を免じられた。
貞永元年11月（1232年）、源守吉が「常陸国中郡称賀茂」の神職に任じられた。郡郷考は、明徳3年（1392年）の熊野山願文にみえる「加茂介宗實」、および嘉吉元年（1441年）の結城城落城の首帳にみえる「加茂部賀茂守」は、この社の祠官のことであろうとしている。
元亨3年（1323年）、後醍醐天皇が巻尾に御諱を署した大般若経を寄進した。社蔵の大般若経は正安元年正月28日（1299年）から延宝5年（1677年）までにかけて寄進され、このうち「後醍醐天皇御寄進」の奥書があるものは46巻分である。
元弘3年3月（1333年）、「応除高時法師（北条高時）当類以下朝敵興同外、諸国輩、当時知行地、不可有依違事」（加茂神社文書）とあり、後醍醐天皇により社領が安堵された。
文和3年9月（1354年）、後醍醐天皇以来、篠澤院主舜円等の尽力により大般若経600巻が揃った。文化財指定を受けている336巻が現存し、巻数の確認が取れるものは301巻である。ほとんどの巻の奥書にこの年号が記されている。
応永年間（1394-1428年）、佐竹貞義が巻尾にその名を署した大般若経を寄進した。
応永21年（1414年）、佐竹義盛が宍戸四郎義利と野田三郎を造営奉行として社殿を作り変え、摶風に佐竹氏の家紋である「五本骨日丸」（日の丸五本骨扇）の神紋を刻した（棟札）。この造営については、単に宍戸義利の寄進とする資料もある。
永享12年（1440年）、結城合戦の際、足利持氏の子の足利安王丸が願文を捧げ、報賽として郡内一所を神田として寄進した。
永禄12年（1569年）、佐竹義重が現在の本殿である社殿を再建した（棟札）。また、当社で佐竹義宣の「名弘（なびろ）め」（元服）を行ったという。この際に供奉の人々が休息したところを「佐竹野原」といい、江戸末期まで地名に残っていた。

### 近世以後
慶長7年（1602年）、先規（先例）に基づくものとして徳川幕府が祠田3石を寄進した（所蔵文書）。
正保年間（1645-1648年）、笠間城主の井上河内守正利等が社号を書して奉納した。
延宝5年（1677年）、加茂部村の住人足立惣左衛門・足立弥兵衛が大般若経を修理した。
笠間藩に牧野氏が入封すると、42か村の鎮守とされ、祭祀料として持米10包の寄進を受けた。
明治3年（1870年）、笠間藩知事の牧野貞直が右大弁光俊の歌（あふい草諸葉の山乃社鴨なれてみあれの頃やま都らむ）を記した石碑を建立した
明治6年（1873年）、近代社格制度において村社に列格した。
明治12年（1879年）6月4日、郷社に昇格した。
1966年（昭和41年）3月7日、大般若波羅蜜多経336巻が茨城県指定有形文化財（書跡）となった。
1979年（昭和54年）11月、岩瀬町長の中田誠一が社殿修復。
1980年（昭和55年）5月12日、鴨大神御子神主玉神社本殿1棟が岩瀬町指定有形文化財（建造物）となった。

## 社格

### 神階
常陸國鴨大神御子神主玉神
- 嘉祥3年（851年）6月 - 官社[16]

主玉神
- 貞観3年（862年）9月 - 従五位上[17]

郡郷考は明応年間（1492-1501年）の時点で正二位、明治神社誌料はその後正一位に至ったとしている。

### 近代
- 明治6年（1873年） - 村社
- 明治12年（1879年）6月4日 - 郷社

## 文化財

### 茨城県指定有形文化財
- 大般若波羅蜜多経 336巻（昭和40年3月7日指定）

### 桜川市指定有形文化財
- 鴨大神御子神主玉神社本殿

## 境内
- 生鳥居
  - 鳥居の代わりに、杉の木に注連縄を掛けている。当初は鳥居があったが、源頼義が成敗した山姥の首を見せしめに鳥居に掛けて以降、村人たちは穢れと山姥の怨念を恐れて鳥居を取り壊したと伝わる。

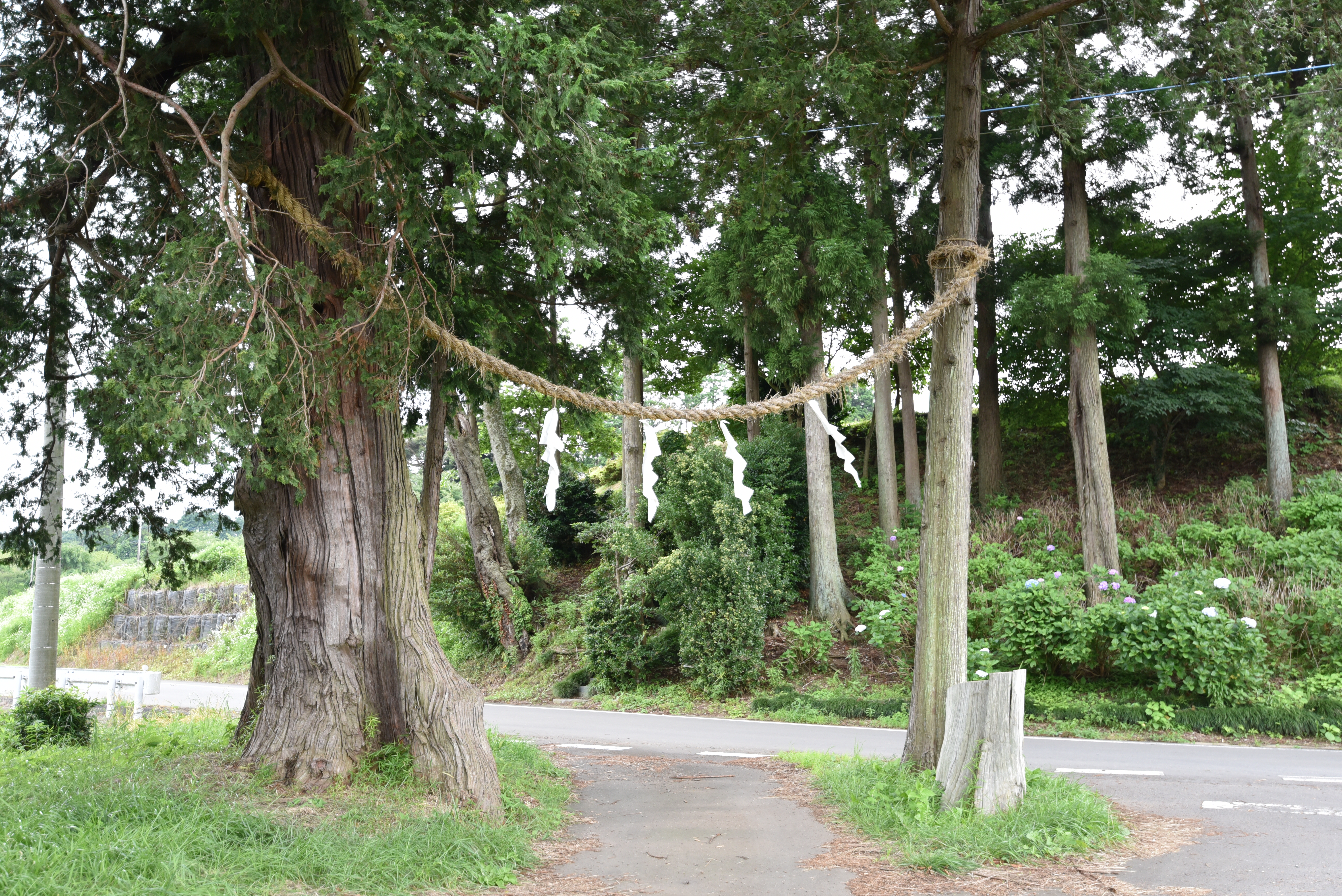
一の生鳥居
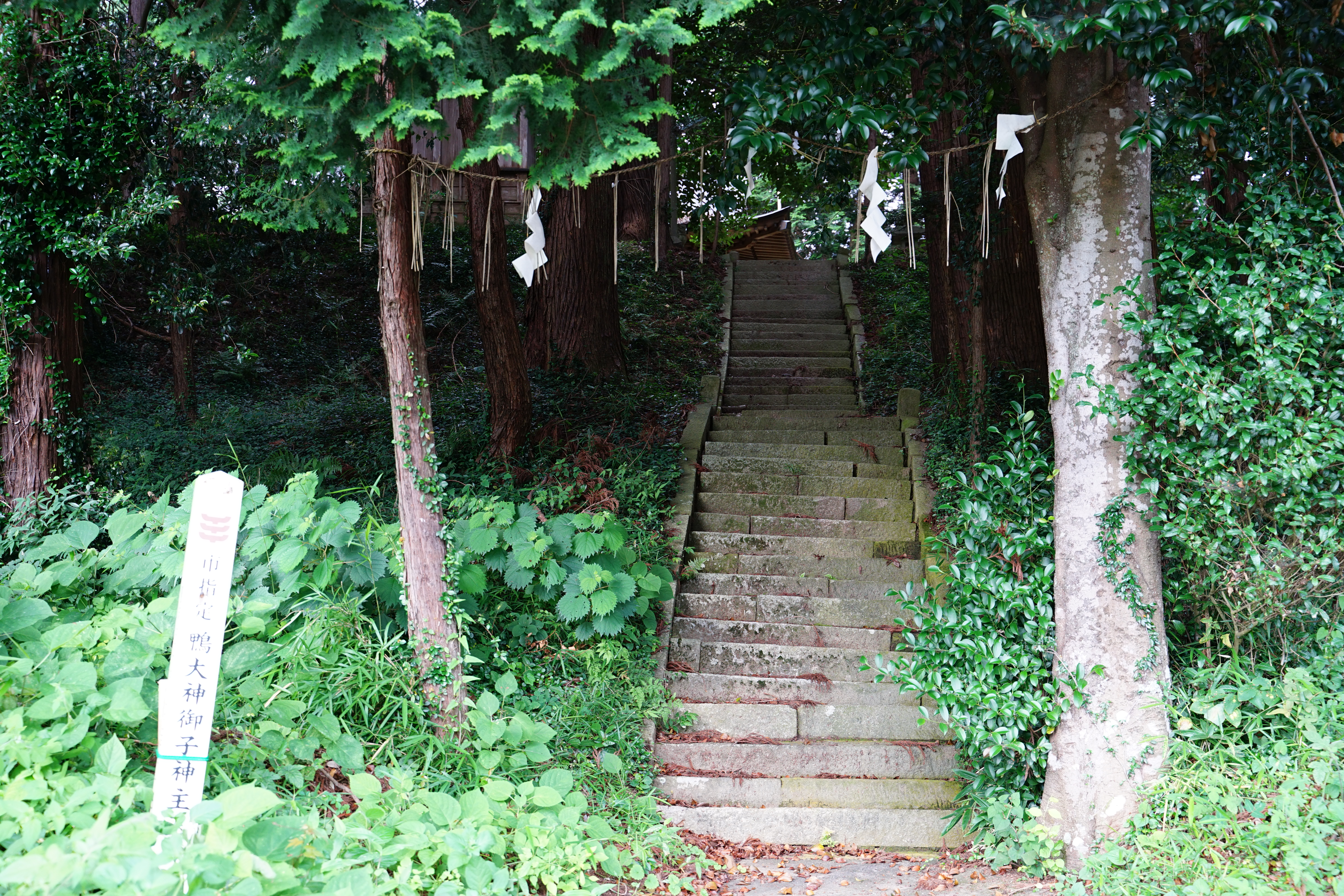
二の生鳥居
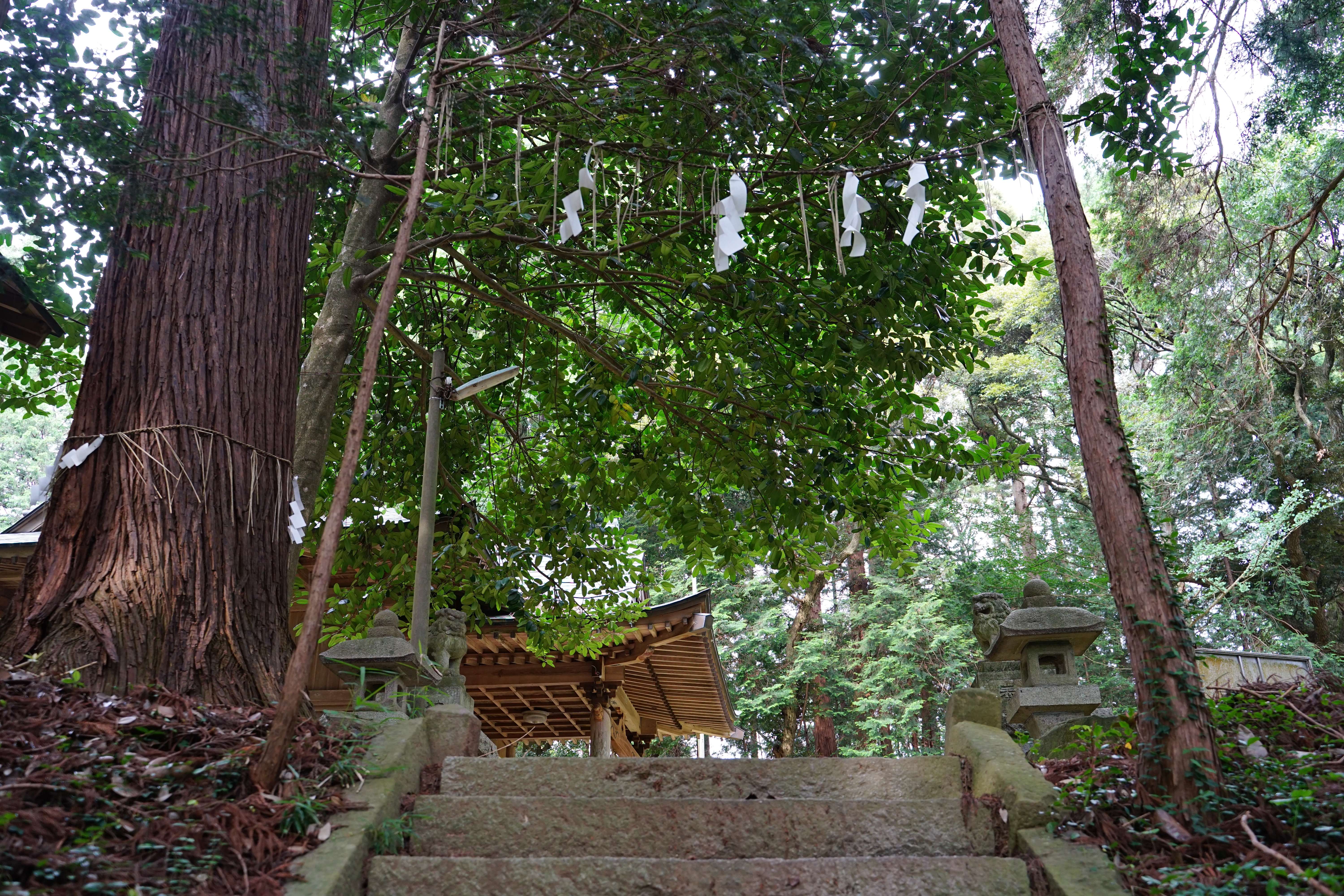
三の生鳥居

- 拝殿、本殿

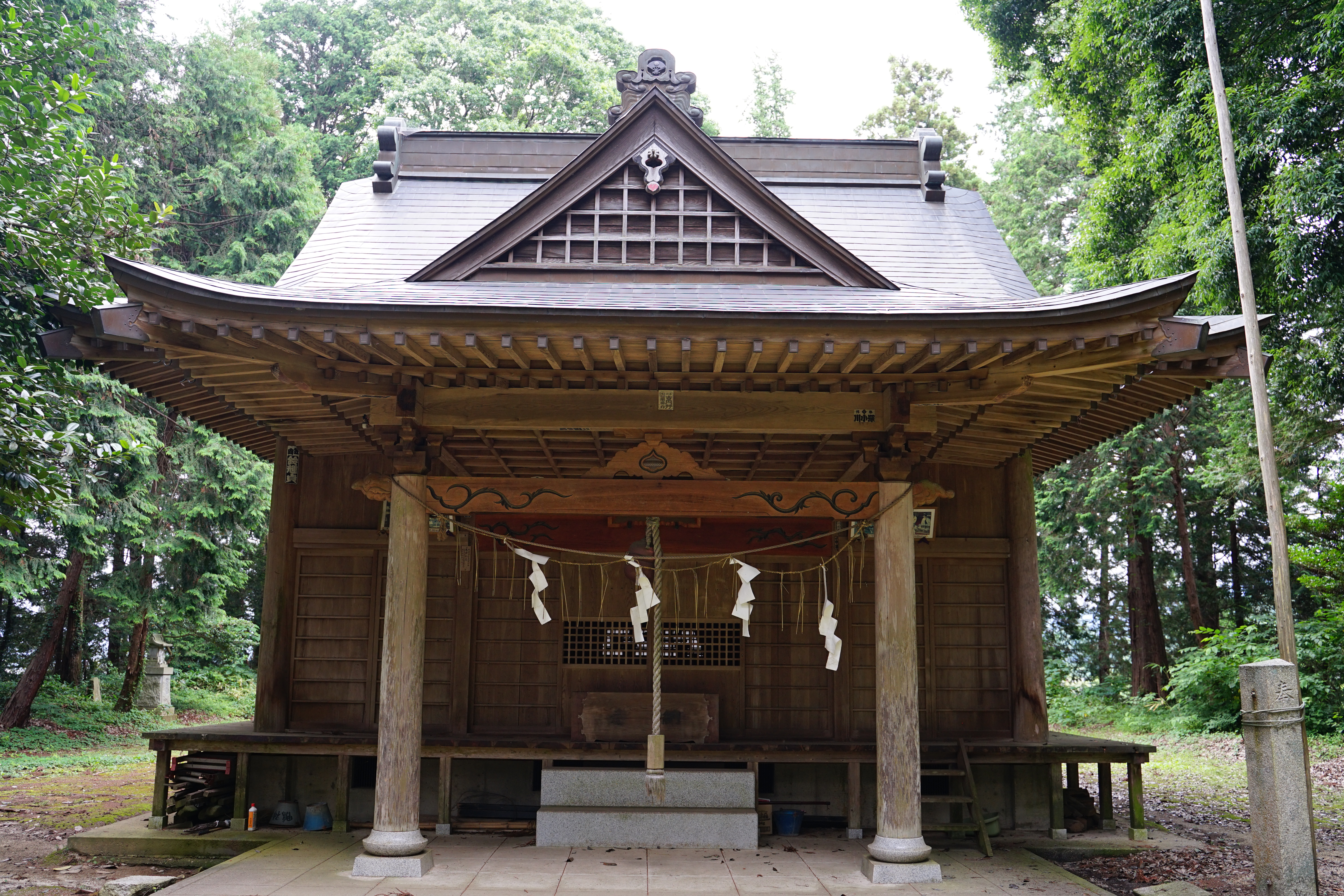
拝殿
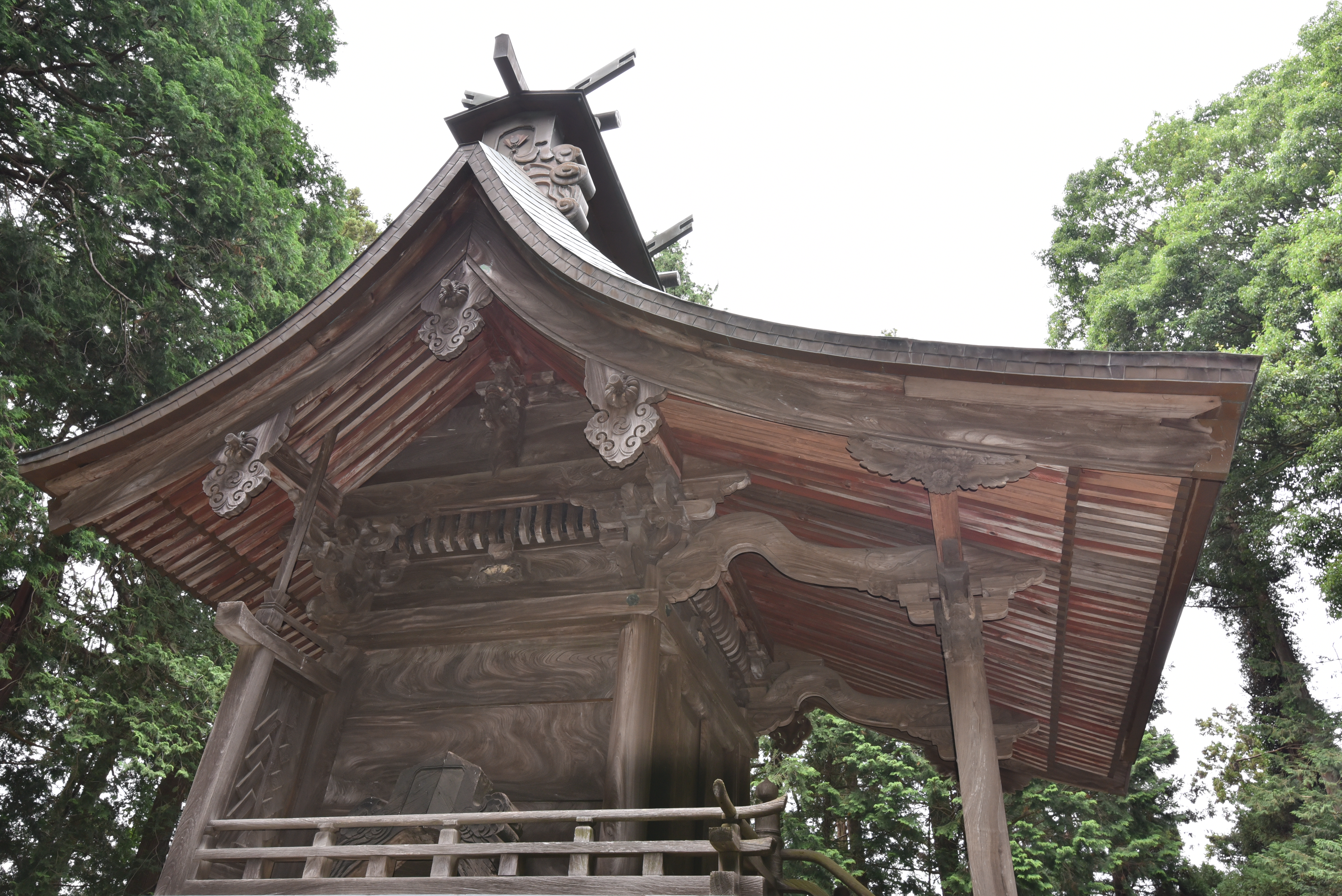
本殿
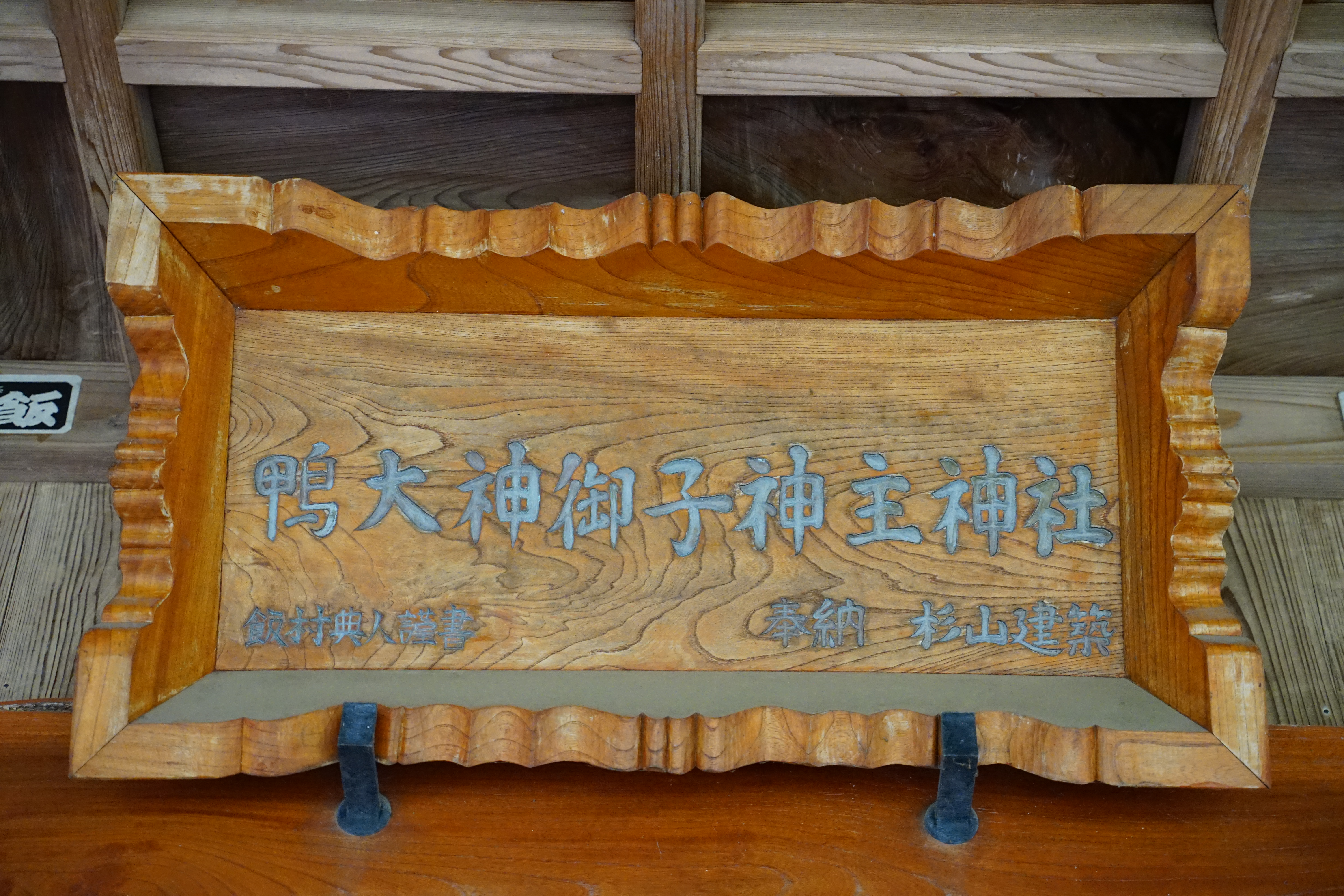
拝殿の扁額
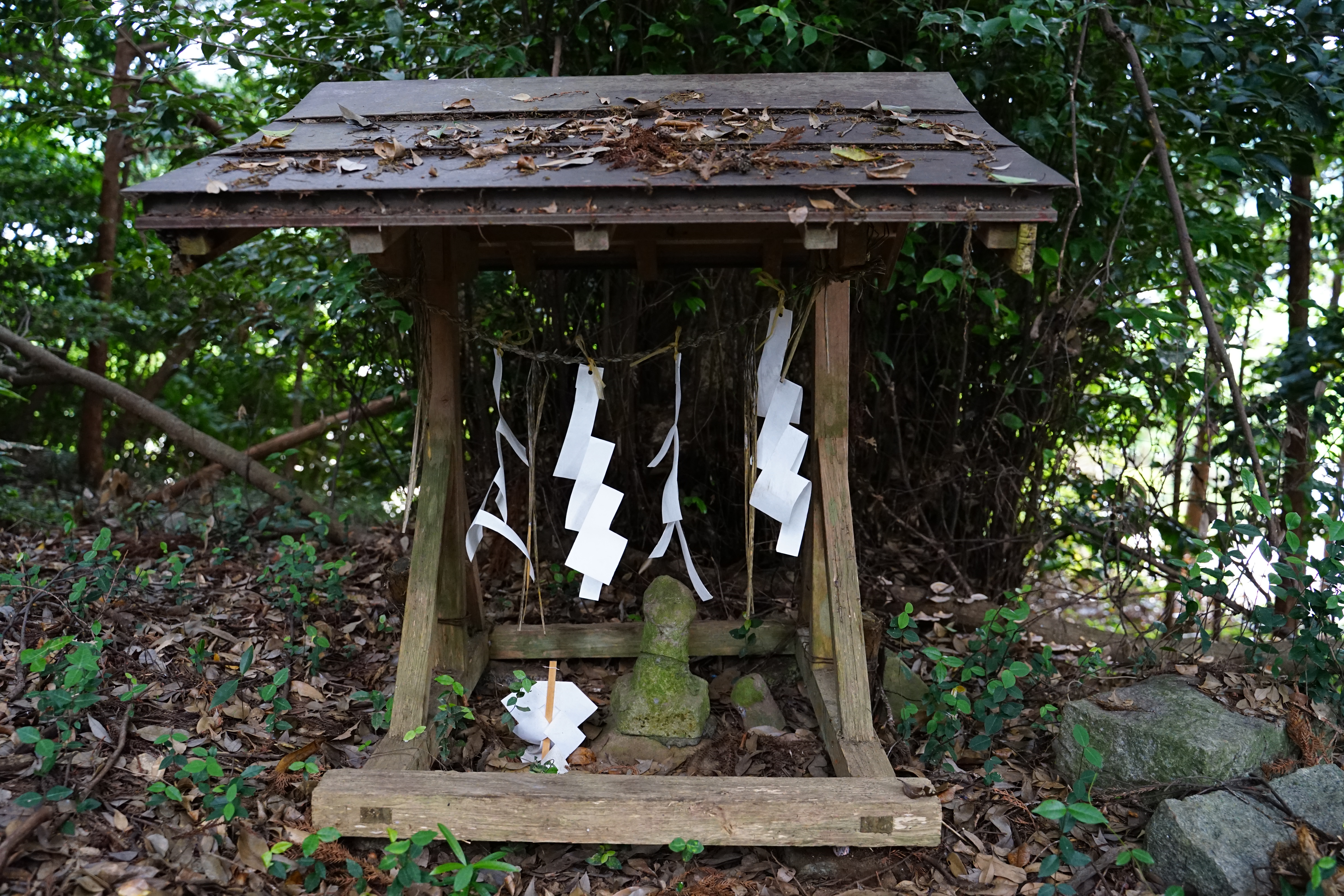
要石

## 交通
- JR東日本水戸線 羽黒駅の東2km 徒歩15分